# Джон Джейкс
Джон Уилям Джейкс (на английски: John Jakes) е американски писател, автор на бестселъри в жановете научна фантастика, исторически роман, уестърн, фентъзи и хорър. Писал е и под псевдонима Джей Скотланд (на английски: Jay Scotland) и Алън Пейн (Alan Payne).

## Биография и творчество
Роден е на 31 март 1932 г. в Чикаго, Илинойс, САЩ, в семейството на Джон Ейдриън, генерален директор на „Railway Express“, и Берта Джейкъс.
През 1953 г. завършва университета „Депау“ в Грийнкасъл, Индиана, с бакалавърска степен по творческо писане. През 1954 г. получава магистърска степен по американска литература от Университета на Охайо.
На 15 юни 1951 г. се жени за учителката Рейчъл Ан Пейн. Имат 4 деца – Андреа, Елън, Джон Майкъл, Виктория.
След дипломирането си в периода 1954-1960 г. работи като копирайтър и управител по промотиране на продукти в „Лаборатории Абът“ в Чикаго, в периода 1960-1961 г. е копирайтър в рекламната агенция „Rumrill Co.“ в Рочестър, Ню Йорк. В периода 1961-1965 г. е писател на свободна практика. През 1965-1968 г. е старши копирайтър в рекламната агенция „Кирхер Хелтън и Колет“ в Дейтън, Охайо. В периода 1968-1970 г. е главен копирайтър, а после и вицепрезидент в рекламната агенция „Опенхайм, Херминхаузен, Кларк“, в периода 1970-1971 г. е творчески директор в рекламната агенция „Денсър-Фицджералд-Сампъл“. От 1971 г. е писател на свободна практика. През периода 1989-1996 г. е научен сътрудник в университета „Депау“ в Южна Каролина.
Започва да пише още като започва да учи в университета. Първите му разкази са публикувани през 1950 г. в сборника „Thrilling Wonder Stories“. Докато работи продължава да пише разкази и романи. Първият му роман „The Texans Ride North“ е публикуван през 1952 г. Първоначално пише в жанровете фантастика, уестърн, фентъзи и хорър.
През 1973 г. е публикуван първия му исторически роман „Копелето“ от поредицата „Сага за фамилията Кент“. Поредицата изобразява американската история чрез живота на едно измислена семейство. Тя става бестселър и го прави известен автор. През 1978-1979 г. първите три романа са екранизирани в успешните едноименни телевизионни филми с участието на Андрю Стивънс, Ким Катрал, Дон Джонсън, Рандолф Мантут, Еди Адамс, и др.
През 1982 г. е публикуван първия му роман „Севера и Юга“ от едноименната историческа поредица. Трилогията става бестселър №1 и през 1985 г. започва екранизирането ѝ в много популярни телевизионни мини сериали с участието на Кърсти Али, Джордж Станфорд Браун, Дейвид Карадайн, Мери Кросби, Филип Касноф, Кайл Чандлър, Кати Лий Кросби, и др.
През 1993 г. е публикуван романът му „Бягството“ от следваща му известна двутомна поредица „Сага за фамилията Краун“.
Джон Джейкс е смятан за един от съвременните най-изявените автори на исторически романи. Поредиците му исторически романи „Сага за фамилията Кент“, „Севера и Юга“ и „Сага за фамилията Краун“ и други романа съставят серия от 16 поредни бестселъра в списъка на „Ню Йорк Таймс“.
Член е на Сдружението на авторите и на Американския ПЕН център. Има 5 степени „доктор хонорис кауза“ от различни университети. Негови близки приятели са писателите Сандра Браун, Патриша Корнуел, Кен Фолет и Евън Хънтър.
Джон Джейкс живее със семейството си на западния бряг на Флорида и в Южна Каролина.

## Произведения

### Като Джон Джейкс

#### Самостоятелни романи
- The Texans Ride North (1952)
- A Night for Treason (1956)
- Wear a Fast Gun (1956)
- The Devil has Four Faces (1958)
- Murder He Says (1958) – като Алън Пейн
- This'll Slay You (1958) – като Алън Пейн
- The Imposter (1959)
- GI Girls (1963)
- The Asylum World (1969)
- The Hybrid (1969)
- The Last Magicians (1969)
- Mohawk (1969)
- Secrets of Stardeep (1969)
- Black in Time (1970)
- Mask of Chaos (1970)
- Monte Cristo 99 (1970)
- Six-Gun Planet (1970)
- Mention My Name in Atlantis (1972)
- Time Gate (1972)
- On Wheels (1973)
- Fortune's Whirlwind (1975)
- To an Unknown Shore (1975)
- King's Crusader (1977)
- The Man from Cannae (1977)
- Excalibur! (1980) (with Gil Kane)
- Susanna of the Alamo (1986)
- Мечта за Калифорния, California Gold (1989)
- On Secret Service (2000)
- The Bold Frontier (2001)
- Charleston (2002)
- The Funeral of Tanner Moody (2004) – с Елмър Келтон и Робърт Рандизи
- Savannah: Or, a Gift for Mr Lincoln (2004) – издаден и като „Savannah Christmas“
- The Gods of Newport (2006)

#### Серия „Джони Белята“ (Johnny Havoc)
1. Johnny Havoc Meets Zelda (1962) – издаден и като „Havoc For Sale“
2. Johnny Havoc and the Doll Who Had 'It' (1963) – издаден и като „Holiday for Havoc“
3. Making It Big (1968) – издаден и като „Johnny Havoc and the Siren in Red“

#### Серия „Втората Галактика“ (II Galaxy)
1. When the Star Kings Die (1967)
2. The Planet Wizard (1969)
3. Tonight We Steal the Stars (1969)

#### Серия „Брак Варварина“ (Brak the Barbarian)
1. Brak the Barbarian (1968)
2. Brak Vs.The Sorceress (1969) – издаден и като „Witch of the Four Winds“
3. The Mark of Demons (1969)
4. When the Idols Walked (1978)
5. The Fortunes of Brak (1980)

#### Серия „Гейвин Блек“ (Gavin Black)
1. Master of the Dark Gate (1970)
2. Witch of the Dark Gate (1972)

#### Серия „Сага за фамилията Кент“ (Kent Family)
1. Копелето, The Bastard (1974)
2. Бунтарите, The Rebels (1975)
3. Търсачите, The Seekers (1975)
4. Бесните, The Furies (1976)
5. Титаните, The Titans (1976)
6. Войните на Америка, The Warriors (1977)
7. The Lawless (1978)
8. The Americans (1980)

#### Серия „Севера и Юга“ (North and South)
1. Севера и Юга, North and South (1982)
2. Любов и война, Love and War (1984)
3. Рая и ада, Heaven and Hell (1987)

#### Серия „Сага за фамилията Краун“ (Crown Family Saga)
1. Бягството, Homeland (1993)
2. Семейство Краун, American Dreams (1998)

#### Участие в общи серии с други писатели

##### Серия „Планетата на маймуните“ (Planet of the Apes)
- Conquest of the Planet of the Apes (1972)

от серията има още 12 романа от различни автори

#### Разкази
частична библиография
- The Opener of the Crypt (1952)
- И чудовищата тръгнаха, And the Monsters Walk (1952)
- The Man Who Wanted to Be in the Movies (1962)
- The Sellers of the Dream (1963)
- Sums (1976)
- Witch House (1995)

#### Сборници
- The Best of John Jakes (1977)
- The Best Western Stories of John Jakes (1988)
- In the Big Country: The Best Western Stories of John Jakes (1993)
- The Spider Chronicles (2007) – с Касъл Морт, Бил Крайдър, Шанън Дентън, Чък Диксън, Стив Енглърт, Рон Фортие, Джо Джентиле, Рич Харви и Джон Хелфърс
- Horror Gems, Volume Three (2012) – със Стентън A Кобленц, Огъст Дърлет, Фриц Лейбър, Гордън Макгриг, Родж Филипс, Сейбъри Куин, Х. Ръсел Уейкфийлд и Еванджелин Уолтън

#### Документалистика
- Famous Firsts in Sports (1967)
- Great War Correspondents (1967)
- Great Women Reporters (1969)
- Mohawk: The Life Of Joseph Brant (1969)

### Като Джей Скотланд

#### Самостоятелни романи
- The Seventh Man (1958)
- I, Barbarian (1959)
- Strike the Black Flag (1961)
- Sir Scoundrel (1962)
- Veils of Salome (1962)
- Arena (1963)
- Traitor's Legion (1963)

### Книги за Джон Джейкс
- John Jakes (1996) – от Мери Елън Джоунс и Катлийн Грегъри Клайн

### Екранизации
- 1978 The Bastard – ТВ филм, по романа
- 1979 The Rebels – ТВ филм, по романа
- 1979 The Seekers – ТВ филм, по романа
- 1985 North and South – ТВ мини сериал 6 епизода, по романа „Севера и Юга“
- 1986 North and South, Book II – ТВ мини сериал 6 епизода, по романа „Любов и война“
- 1994 Heaven & Hell: North & South, Book III – ТВ мини сериал 3 епизода, по романа „Рая и ада“